# Clementia (Mythologie)

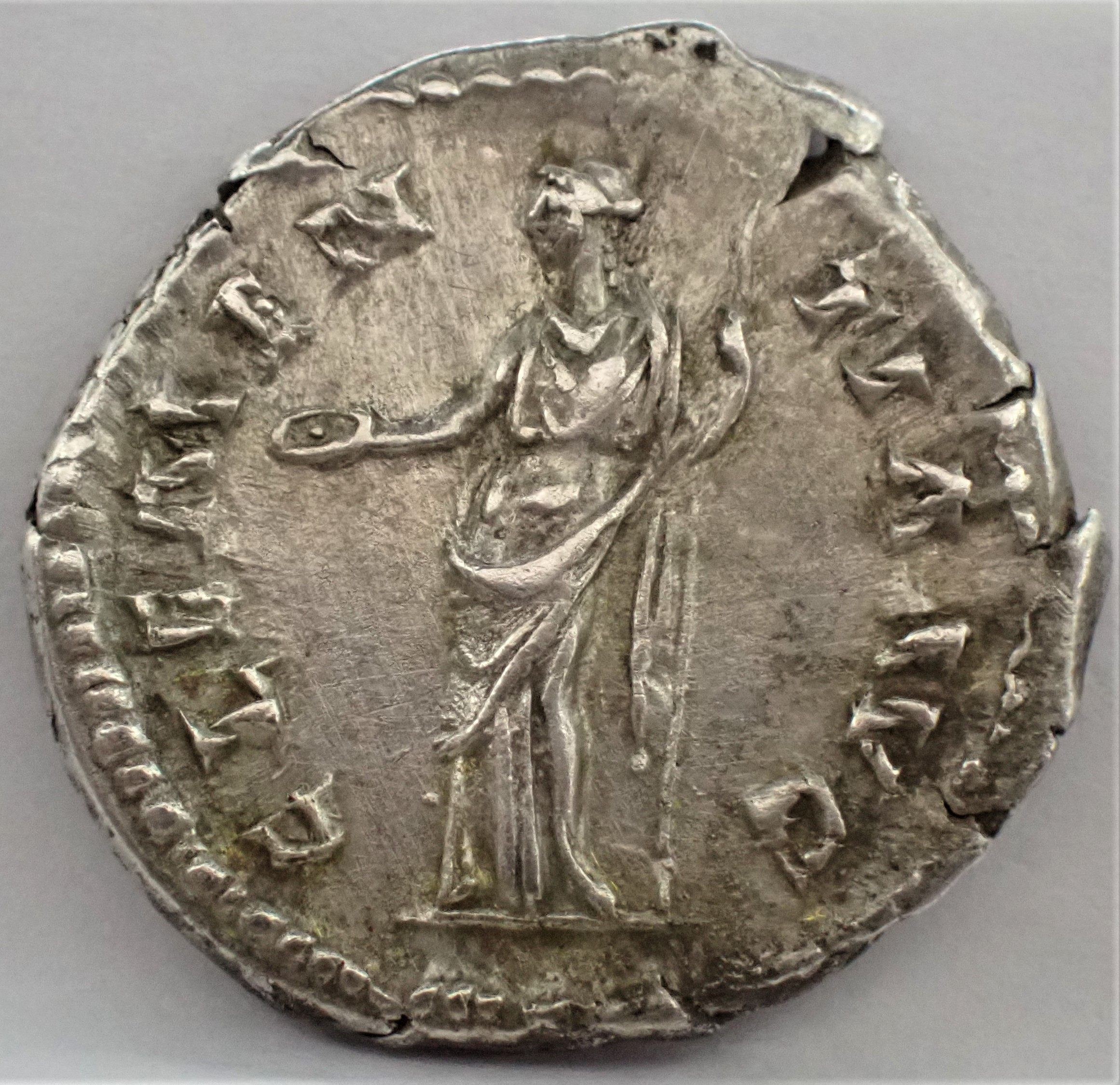
Clementia mit Opferschale auf Denar des Kaisers Antoninus Pius

Clementia war die römische Personifikation und Göttin der Milde.
Ihren Ursprung hatte die Personifizierung der Milde in der Strategie und Propaganda Gaius Iulius Caesars. Dieser nutzte die seinerzeit sprichwörtliche Clementia Caesaris als militärische und politische Taktik im Römischen Bürgerkrieg: Indem er auch vormaligen Gegnern gegenüber Milde walten ließ (sie also nicht weiträumig hinrichten ließ), machte er es seinen Feinden einfacher, zu seiner Seite überzulaufen.
Nach Caesars Ermordung an den Iden des März 44 v. Chr. fand die Clementia Eingang in den römischen Kult in der Zeit des Prinzipats, wobei sie eng mit dem Personenkult um die römischen Kaiser verbunden war. So beschloss der Senat im Jahr 28 n. Chr. den Bau eines Altares für die Clementia des Tiberius. Der Kult blieb bis in die frühe Spätantike bestehen, wie Münzen Diokletians und Maximians zeigen.
Als Frauengestalt wurde sie auf der Rückseite römischer Münzen mit Palmenzweig oder Szepter und Patera, einer Opferschale, dargestellt; auch ein Füllhorn kann ihr beigegeben sein.